# Lagens tre bruk
Lagens tre bruk är ett begrepp inom evangelisk-luthersk teologi. Enligt denna har Gud givit människorna lagar och budord, varmed avses dels de tio budorden, dels vissa andra etiska regler som finns i Gamla Testamentet, och dessutom de bud som återfinns i Nya Testamentet, exempelvis det dubbla kärleksbudet. Tillsammans kallas dessa för ”Lagen” eller ”Guds lag”.
En av de centrala tankarna i kristendomen är att Gud ingått två förbund med människorna. Först det gamla förbundet som slöts med Mose och Israels folk efter att Gud hade befriat dem ur Egypten, vilket skildras i Andra Moseboken. Förbundets innebörd var att Gud lovade välsigna israeliterna, och de lovade lyda hans bud, som i första hand bestod av de tio budorden. Rättfärdighet inför Gud skulle alltså uppnås genom att följa buden.
Enligt luthersk kristen tro visar Gamla Testamentet hur människorna misslyckas med att hålla sin del av förbundet. Ideligen bryter de, kollektivt och enskilt mot Guds lag. Gud skickar då profeter som utlovar att en frälsare, Messias, skall komma och ge dem förlåtelse och försoning. Denne frälsare är i kristen tro Guds son, Jesus från Nasaret.

## De tre bruken
Genom Jesus erbjuder Gud det nya förbundet åt alla människor. Den avgörande skillnaden är att rättfärdighet och frälsning inte längre uppnås genom iakttagande av budorden, utan genom tro på Jesus Kristus. En central fråga i kristendomen blev då vilken betydelse de gamla buden (och andra religiösa regler) har i det nya förbundet, huruvida de är upphävda, eller om de fortfarande måste åtlydas. I evangelisk-luthersk kristendom menar man att budorden inte är upphävda men har tre olika "bruk" eller funktioner som berör människans förhållande till Gud.

### Lagens första bruk
Lagens första bruk är att bevara samhällets yttre ordning mot människors onda drifter. Det är i princip samma funktion som världsliga lagar har. I detta ingår även att den som bryter mot lagen hotas med straff.

### Lagens andra bruk
Lagens andra bruk är att visa människorna att de inte förmår leva rättfärdigt. Därför finns det ingen frälsning genom lagen; religiösa prestationer och goda gärningar ger ingen räddning. När människan insett sin hopplösa belägenhet kan hon ta emot evangelium om Jesus Kristus. Genom att tro på honom kan den syndiga människan, genom Guds nåd, få del av Jesu rättfärdighet och räknas som rättfärdig trots att hon har syndat.

### Lagens tredje bruk
Lagens tredje bruk gäller för de troende kristna. Eftersom de är försonade med Gud och inte längre fruktar något straff för sina synder kan de (ofullkomligt) lyda Guds lag av kärlek till Gud, inte av rädsla eller tvång. Det goda de gör kallas då för Andens frukter.
Det finns dock olika uppfattning huruvida lagens tredje bruk är en äktluthersk tanke eller av främmande ursprung (vilket Benny Benktson driver i prästmötesavhandlingen Lagens ämbete).